# Sénat de l'Iowa
Capitole de l'État de l'Iowa, Des Moines
Le Sénat de l'Iowa (en anglais : Iowa Senate) est la chambre haute de l'Assemblée générale, l'organe législatif de l'État américain de l'Iowa.

## Système électoral
Le Sénat de l'Iowa est composé de 50 sièges pourvus pour quatre ans mais renouvelé par moitié tous les deux ans au scrutin uninominal majoritaire à un tour dans autant de circonscriptions que de sièges à pourvoir. Il n'y a pas de limite au nombre de mandats qu'un sénateur peut exercer.

## Siège
Le Sénat siège au Capitole de l'État de l'Iowa, situé à la capitale Des Moines.

## Représentation
À la suite des élections de 2016, les républicains prennent le contrôle du Sénat pour la première fois depuis 2011 avec 29 sièges contre 20 pour les démocrates et un républicain indépendant.